# Куп пет нација 1930.
Куп пет нација 1930. (службени назив: 1930 Five Nations Championship) је било 43. издање овог најелитнијег репрезентативног рагби такмичења Старог континента. а 16. издање Купа пет нација.
Куп је освојила Енглеска.

## Такмичење
Француска - Шкотска 7-3
Велс - Енглеска 3-11
Ирска - Француска 0-5
Шкотска - Велс 12-9
Ирска - Енглеска 4-3
Енглеска - Француска 11-5
Шкотска - Ирска 11-14
Велс - Ирска 12-7
Енглеска - Шкотска 0-0
Француска - Велс 0-11

## Табела
|   | Селекција                      | ИГ | Д | Н | И | ПД | ПП | ПР  | Б |  |
| - | ------------------------------ | -- | - | - | - | -- | -- | --- | - |  |
| 1 | Рагби репрезентација Енглеске  | 4  | 2 | 1 | 1 | 25 | 12 | +13 | 5 |  |
| 2 | Рагби репрезентација Велса     | 4  | 2 | 0 | 2 | 35 | 30 | +5  | 4 |  |
| 2 | Рагби репрезентација Ирске     | 4  | 2 | 0 | 2 | 25 | 31 | -6  | 4 |  |
| 2 | Рагби репрезентација Француске | 4  | 2 | 0 | 2 | 17 | 25 | -8  | 4 |  |
| 5 | Рагби репрезентација Шкотске   | 4  | 1 | 1 | 2 | 26 | 30 | -4  | 3 |  |

| Победник Купа домаћих нација 1930.          |
| ------------------------------------------- |
| Енглеска 11. титула првака Европе у рагбију |